# Gioseffo di Strassoldo
Gioseffo, o Giuseppe, Strassoldo (verso il 1520 – 1597) è stato un poeta e presbitero italiano.

## Vita
Lo si crede nato attorno al 1520, dato che par che fosse già maggiorenne nel 1542. Fu prete prima a Strassoldo e poi pure ad Aquileia. Pacifico è che era ancor vivo nel 1578 e si pensa sia morto nel 1597, ma senza sicurezza.

## Poesia
I versi dello Strassoldo, che sono in friulano, sono tutti d'amore e dedicati a una certa donna Giuseppa Lovaria, che, da tutti corteggiata, non considera per niente il poeta. Lo stile è attratto da due tendenze diverse: da una parte imita Petrarca, colle languidezze tipiche della poesia del tempo, provando a far poesia alla moda anche in vernacolo; dall'altra, invece d'imbastire metafore preziose e ricercate e di analizzare a fondo i tormenti amorosi, preferisce andare sul concreto, con immagini forti ed espressioni dirette (niente a che fare, da questo punto di vista, con le eteree rime del Petrarca; si pensi al verso miei è, o Sef, cu vadis mo' a cïâ, vale a dire sicché è meglio, Giuseppe, se te ne vai a cagare). Ne risulta una poesia che tende all'aristocratico ma che l'autore ricorda bene di riportare spesso coi piedi per terra.